# 太子町立龍田小学校
太子町立龍田小学校（たいしちょうりつたつたしょうがっこう）は、兵庫県揖保郡太子町佐用岡にある公立小学校。

## 沿革
公式サイト「学校案内」による。
- 1875年（明治8年）6月 - 進徳小学校を佐用岡字横田に創立。
- 1885年（明治18年）8月 - 西脇村秋成小学校と合併し、広坂村に於て成徳小学校と称し、秋成、進徳両校を支校となす。
- 1887年（明治20年）4月 - 両支校を廃し広坂村に移転。
- 1891年（明治24年）6月 - 校舎を佐用岡字横田に移転。
- 1901年（明治34年）4月 - 佐用岡字堂の後に新校舎建築。
- 1912年（明治45年）4月 - 高等科を併置し、龍田尋常高等小学校と改称。
- 1941年（昭和16年）4月1日 - 龍田国民学校と改称。
- 1947年（昭和22年）4月1日 - 龍田村立龍田小学校と改称。
- 1955年（昭和30年）1月1日 - 龍田村が太子町への編入により、太子町立龍田小学校と改称。

## 校区
太子町のうち、佐用岡・松尾・広阪・王子・松ケ下・上太田。
進学先中学校の変遷
- 1947年度~1957年度 - 組合立大津茂中学校
- 1958年度 - 太子町立龍田中学校
- 1959年度~1981年度 - 太子町立太子中学校
- 1982年度~現行 - 太子町立太子東中学校

## 交通アクセス
- 太子竜野バイパス 太子北ICから県道を南へ